# Ochthocosmus longipedicellatus
Ochthocosmus longipedicellatus là một loài thực vật có hoa trong họ Ixonanthaceae. Loài này được Steyerm. & Luteyn mô tả khoa học đầu tiên năm 1980.